# Offenbach-Bieber
Pour les articles homonymes, voir Offenbach et Bieber.

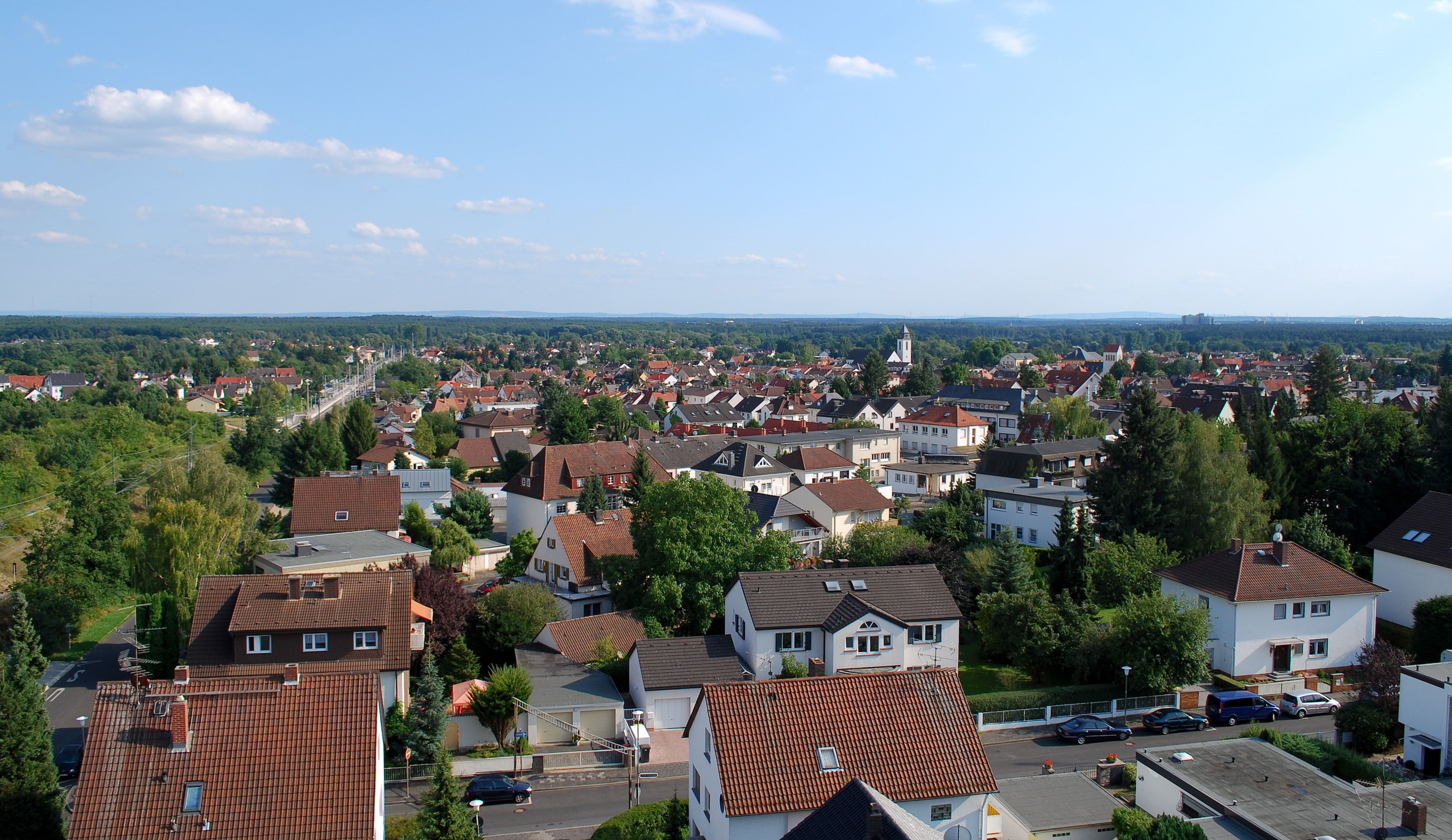
Bieber

Bieber est une localité allemande, située dans le Land de Hesse. Elle est devenue un quartier de Offenbach am Main en 1938.
Bieber a au total une population de 14 797 habitants (au 31 décembre 2005) et son petit quartier Bieber-Waldhof a une population de 3300 habitants (2005).

## Géographie

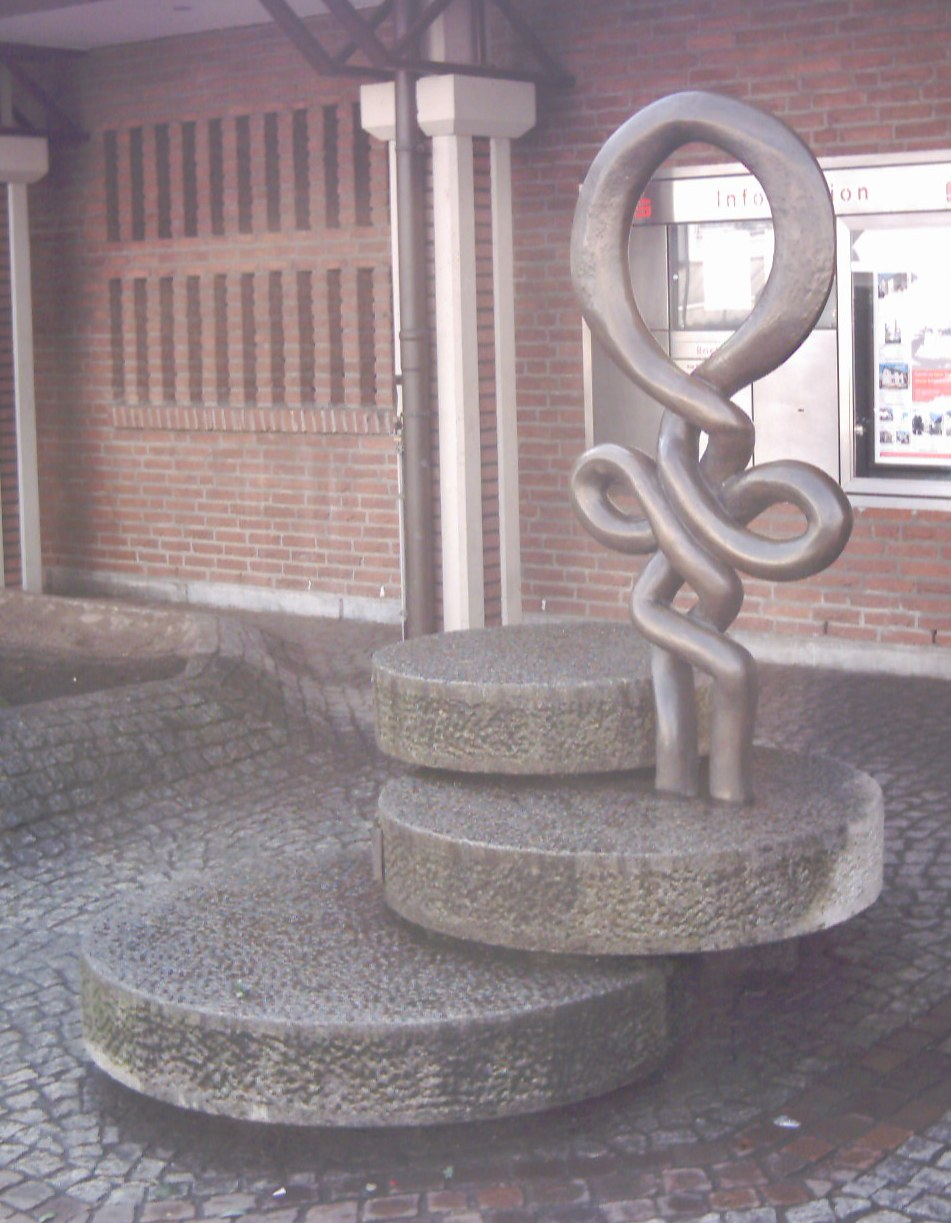
Bieberer Amulett

Bieber est située sur la rive sud du Main, et est limitrophe de plusieurs quartiers de Francfort-sur-le-Main. Le stade de Kickers Offenbach, un club de football allemand, ayant pour nom "Stadion Bieberer Berg" (stade de la colline/montagne de Bieber), est situé entre Bieber et Offenbach.
Il y a aussi un petit ruisseau, avec le nom Bieber ou Bieberbach (= ruisseau Bieber), qui traverse la ville.

## Histoire
Bieber est une ville ancienne, elle fut fondée en 791 par les Francs. L'administration de Steinheim (Amt Steinheim) fut vendue à l'électorat de Mayence en 1425.